# Oriovac
Oriovac je naselje i općina u Republici Hrvatskoj. Nalazi se u Brodsko-posavskoj županiji, između Slavonskog Broda i Nove Gradiške.

## Stanovništvo
Prema popisu stanovništva iz 2011. godine u općini Oriovac živjelo je 5824 stanovnika, raspoređenih u deset naselja.
| broj stanovnika | 4610  | 4658  | 4731  | 5505  | 5650  | 6282  | 6227  | 6902  | 7152  | 7226  | 7185  | 7058  | 6942  | 6860  | 6559  | 5824  | 4770  |
|                 | 1857. | 1869. | 1880. | 1890. | 1900. | 1910. | 1921. | 1931. | 1948. | 1953. | 1961. | 1971. | 1981. | 1991. | 2001. | 2011. | 2021. |

| broj stanovnika | 686   | 791   | 886   | 1027  | 1050  | 1133  | 1202  | 1297  | 1420  | 1426  | 1532  | 1686  | 1992  | 2049  | 2021  | 1841  | 1490  |
|                 | 1857. | 1869. | 1880. | 1890. | 1900. | 1910. | 1921. | 1931. | 1948. | 1953. | 1961. | 1971. | 1981. | 1991. | 2001. | 2011. | 2021. |

## Poznate osobe
- Stjepan Babić, jezikoslovac, član HAZU
- Stjepan Ilijašević
- Luka Ilić Oriovčanin
- Fran Gundrum Oriovčanin
- Franjo Dujmović, hrvatski novinar i spisatelj[4]
- Stjepan Bačić, hrvatski liječnik i političar

## Spomenici i znamenitosti
- Turska česma, obnovljen i očuvan spomenik iz osmanskog razdoblja koji predstavlja važan simbol povijesti mjesta.[5]
- Župna crkva sv. Emerika

## Obrazovanje
- Osnovna škola Dr. Stjepana Ilijaševića

## Udruge
- KUD Luka ilić Oriovčanin
- Udruga vinogradara i voćara općine Oriovac
- Udruga mladih Oriovac

## Šport
- NK Oriolik Oriovac
- Taekwondo klub "ŠKORPION" Oriovac
- KK "Rekord tim"
- OK "Oriovac"

## Vanjske poveznice
- Službena stranica općine Oriovac
- Službena stranica DVD Oriovac  Arhivirana inačica izvorne stranice od 24. rujna 2011. (Wayback Machine)